# Filippo III di Francia
(Joinville, Vita di San Luigi, 1309)
Filippo III di Francia, detto l'Ardito, in francese Philippe III le Hardi (Poissy, 30 aprile 1245 – Perpignano, 5 ottobre 1285), è stato re di Francia dal 1270 al 1285.
Membro della dinastia capetingia, era figlio di Luigi IX di Francia e di Margherita di Provenza (1221 - 1295).

## Biografia
Venne chiamato "l'Ardito" sulla base delle sue abilità nel combattimento a cavallo e non per il suo carattere: Filippo infatti era cresciuto indeciso, timido per natura e apparentemente schiacciato dalla forte personalità dei suoi genitori e dominato dai ministri del padre, Pierre de la Broce prima e lo zio Carlo, conte d'Angiò, poi. Il giovane conte di Orléans nel 1270 accompagnò il padre nell'ottava crociata in Tunisia, dove il re Santo morì e Filippo fu dichiarato re all'età di 25 anni. Dopo la successione, incaricò subito lo zio Carlo d'Angiò dei negoziati con l'emiro per concludere la crociata e tornò in Francia dove fu incoronato re il 12 agosto 1271.
Il 21 agosto dello stesso anno, suo zio Alfonso, conte di Poitou, Tolosa, e Alvernia, morì in Italia di ritorno dalla crociata e Filippo ereditò la sua contea annettendola al demanio regio. In conformità con i desideri di Alfonso, il Contado Venassino fu concesso a papa Gregorio X nel 1274. Dopo diversi anni di negoziati concluse con Edoardo I d'Inghilterra il Trattato di Amiens nel 1279 e così Filippo restituì agli inglesi la regione dell'Agenais che era venuta a lui con la morte di Alfonso. Nel 1284, Filippo ereditò anche la contea del Perche e di Alençon da suo fratello Pietro.

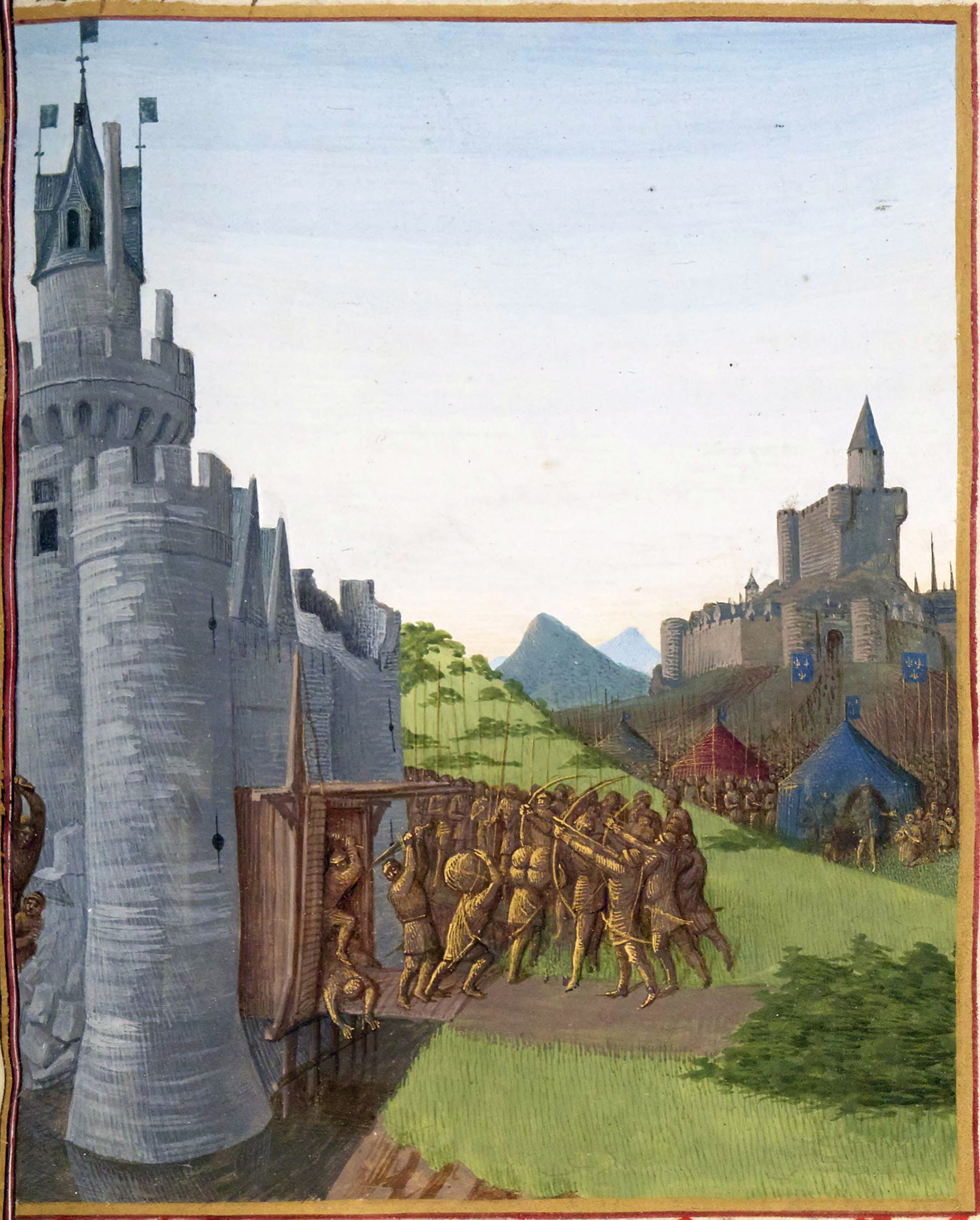
Miniatura raffigurante la presa di Foix, da parte di Filippo III l'Ardito, miniatura tratta dalle Chroniques di Jean Froissart, curate e illustrate da Jean Fouquet, XV secolo

Filippo per tutto il tempo sostenne la politica di suo zio Carlo in Italia. Quando, dopo i Vespri siciliani del 1282, Pietro III d'Aragona invase e prese l'isola di Sicilia, papa Martino IV scomunicò il conquistatore e dichiarò che il regno d'Aragona, messo sotto la sovranità del papa da Pietro II nel 1205, veniva concesso a Carlo, conte di Valois, figlio di Filippo. Quest'ultimo intervenne nella successione Navarrese dopo la morte di Enrico I di Navarra e fece sposare suo figlio, Filippo il Bello, con l'ereditiera di Navarra, Giovanna I.
Scoppiata la crociata aragonese nel 1284, Filippo e i suoi figli entrarono in Rossiglione alla testa di un grande esercito. Questa guerra è stata etichettata come "forse l'impresa più ingiusta, inutile e disastrosa mai intrapresa dalla monarchia capetingia". Il 26 giugno 1285, Filippo assediò Gerona ma la resistenza era forte e la città fu presa solo il 7 settembre. Mentre si stava ritirando da Gerona, Filippo si ammalò di un'epidemia di dissenteria. I francesi si ritirarono e furono duramente sconfitti nella battaglia del Col de Panissars. Il re di Francia morì a Perpignan, la capitale del suo alleato Giacomo II di Maiorca, e fu sepolto a Narbonne. Attualmente giace sepolto con la moglie  Isabella d'Aragona, nella Basilica di Saint Denis a Parigi.

## Matrimoni e figli
- Il 28 maggio 1262, Filippo III sposò Isabella d'Aragona, figlia di Giacomo I d'Aragona, dalla quale ebbe i seguenti figli:
  - Luigi (1266-1276), morì avvelenato forse su ordine della matrigna.
  - Filippo IV (1268 - 29 novembre 1314), re di Francia
  - Roberto (1269-1271)
  - Carlo di Valois - (12 marzo 1270 - 16 dicembre 1325)
- Il 21 agosto 1274 Filippo III sposò in seconde nozze al castello di Vincennes Maria di Brabante (1254-1321), figlia di Enrico III, duca di Brabante e di Adelaide di Borgogna; da questo matrimonio nacquero:
  - Luigi di Francia (1276-1319), conte d'Évreux
  - Bianca di Francia (1278-1305), sposa (1300) di Rodolfo III, duca d'Austria e futuro re di Boemia (Rodolfo I).
  - Margherita di Francia (ca. 1279-1318), sposa (1299) di Edoardo I d'Inghilterra

## Ascendenza
|                                    |                        |                           | Genitori                 |  |  | Nonni |  |  | Bisnonni              |  |  | Trisnonni            |  |
|                                    |                        |                           |                          |  |  |       |  |  | Filippo II di Francia |  |  | Luigi VII di Francia |  |
|                                    |                        |                           |                          |  |  |       |  |  | Filippo II di Francia |  |  | Luigi VII di Francia |  |
|                                    |                        | Adèle di Champagne        |                          |  |  |       |  |  | Filippo II di Francia |  |  |                      |  |
| Luigi VIII di Francia              |                        |                           |                          |  |  |       |  |  | Filippo II di Francia |  |  |                      |  |
|                                    |                        | Isabella di Hainaut       | Baldovino V di Hainaut   |  |  |       |  |  |                       |  |  |                      |  |
|                                    |                        | Isabella di Hainaut       | Baldovino V di Hainaut   |  |  |       |  |  |                       |  |  |                      |  |
|                                    |                        | Isabella di Hainaut       | Margherita I di Fiandra  |  |  |       |  |  |                       |  |  |                      |  |
| Luigi IX di Francia                |                        | Isabella di Hainaut       |                          |  |  |       |  |  |                       |  |  |                      |  |
|                                    |                        | Alfonso VIII di Castiglia | Sancho III di Castiglia  |  |  |       |  |  |                       |  |  |                      |  |
|                                    |                        | Alfonso VIII di Castiglia | Sancho III di Castiglia  |  |  |       |  |  |                       |  |  |                      |  |
|                                    |                        | Alfonso VIII di Castiglia | Bianca Garcés di Navarra |  |  |       |  |  |                       |  |  |                      |  |
| Bianca di Castiglia                |                        | Alfonso VIII di Castiglia |                          |  |  |       |  |  |                       |  |  |                      |  |
|                                    |                        | Eleonora d'Inghilterra    | Enrico II d'Inghilterra  |  |  |       |  |  |                       |  |  |                      |  |
|                                    |                        | Eleonora d'Inghilterra    | Enrico II d'Inghilterra  |  |  |       |  |  |                       |  |  |                      |  |
|                                    |                        | Eleonora d'Inghilterra    | Eleonora d'Aquitania     |  |  |       |  |  |                       |  |  |                      |  |
| Filippo III di Francia             |                        | Eleonora d'Inghilterra    |                          |  |  |       |  |  |                       |  |  |                      |  |
|                                    | Alfonso II di Provenza | Alfonso II d'Aragona      |                          |  |  |       |  |  |                       |  |  |                      |  |
|                                    | Alfonso II di Provenza | Alfonso II d'Aragona      |                          |  |  |       |  |  |                       |  |  |                      |  |
|                                    | Alfonso II di Provenza | Sancha di Castiglia       |                          |  |  |       |  |  |                       |  |  |                      |  |
| Raimondo Berengario IV di Provenza | Alfonso II di Provenza |                           |                          |  |  |       |  |  |                       |  |  |                      |  |
|                                    |                        | Garsenda di Provenza      | Renier de Sabran         |  |  |       |  |  |                       |  |  |                      |  |
|                                    |                        | Garsenda di Provenza      | Renier de Sabran         |  |  |       |  |  |                       |  |  |                      |  |
|                                    |                        | Garsenda di Provenza      | Garsenda of Forcalquier  |  |  |       |  |  |                       |  |  |                      |  |
| Margherita di Provenza             |                        | Garsenda di Provenza      |                          |  |  |       |  |  |                       |  |  |                      |  |
|                                    |                        | Tommaso I di Savoia       | Umberto III di Savoia    |  |  |       |  |  |                       |  |  |                      |  |
|                                    |                        | Tommaso I di Savoia       | Umberto III di Savoia    |  |  |       |  |  |                       |  |  |                      |  |
|                                    |                        | Tommaso I di Savoia       | Beatrice di Mâcon        |  |  |       |  |  |                       |  |  |                      |  |
| Beatrice di Savoia                 |                        | Tommaso I di Savoia       |                          |  |  |       |  |  |                       |  |  |                      |  |
|                                    |                        | Margherita di Ginevra     | Guglielmo I di Ginevra   |  |  |       |  |  |                       |  |  |                      |  |
|                                    |                        | Margherita di Ginevra     | Guglielmo I di Ginevra   |  |  |       |  |  |                       |  |  |                      |  |
|                                    |                        | Margherita di Ginevra     | Beatrix di Faucigny      |  |  |       |  |  |                       |  |  |                      |  |
|                                    |                        | Margherita di Ginevra     |                          |  |  |       |  |  |                       |  |  |                      |  |